# Juan Gil de Zámora
Juan Gil de Zámora (auch: Johannes Aegidius von Zamora, * um 1240 in Zamora; † um 1320) war ein spanischer Franziskaner und Gelehrter des 13. Jahrhunderts. Er verfasste historische, theologische und naturkundliche Schriften, viele davon im Auftrag des spanischen Königs Alfonso X. von Kastilien und Leon.